# PSA Masters
Les PSA Masters est un tournoi de squash annuel, inscrit au PSA en tant que Super Series. Il fut créé en 2000.

## Palmarès

### Hommes
| Année | Vainqueur          | Finaliste          | Score                        | Lieu               |
| ----- | ------------------ | ------------------ | ---------------------------- | ------------------ |
| 2011  | James Willstrop    | Grégory Gaultier   | 19-21, 11-8, 11-4, 6-1       | New Delhi          |
| 2010  | Nick Matthew       | James Willstrop    | 11–6, 9–11, 11–9, 11–9       | New Delhi          |
| 2009  | Ramy Ashour        | Nick Matthew       | 11–6, 9–11, 11–9, 11–9       | New Delhi          |
| 2008  | Pas de compétition | Pas de compétition | Pas de compétition           | Pas de compétition |
| 2007  | Pas de compétition | Pas de compétition | Pas de compétition           | Pas de compétition |
| 2006  | Amr Shabana        | Peter Nicol        | 9-11, 11-6, 11-7, 2-11, 11-8 | Bermudes           |
| 2005  | Jonathon Power     | Lee Beachill       | 11-7, 11-4, 11-2             | Bermudes           |
| 2004  | Peter Nicol        | David Palmer       | 15-4, 15-7, 10-15, 15-8      | Doha               |
| 2003  | John White         | Thierry Lincou     | 15-8, 17-15, 17-16           | Doha               |
| 2002  | Jonathon Power     | Stewart Boswell    | 15-10, 15-7, 8-15, 15-13     | Doha               |
| 2001  | Jonathon Power     | David Palmer       | 15-9, 15-13, 15-9            | Hurghada           |
| 2000  | Peter Nicol        | Jonathon Power     | 15-13, 15-7, 15-6            | Hurghada           |